# Віста-Вест (Вайомінг)
Віста-Вест (англ. Vista West) — переписна місцевість (CDP) в США, в окрузі Натрона штату Вайомінг. Населення — 940 осіб (2020).

## Географія
Віста-Вест розташована за координатами 42°51′43″ пн. ш. 106°26′10″ зх. д. / 42.86194° пн. ш. 106.43611° зх. д. (42.862019, -106.436126).  За даними Бюро перепису населення США в 2010 році переписна місцевість мала площу 12,50 км², уся площа — суходіл.

## Демографія
Згідно з переписом 2010 року, у переписній місцевості мешкала 951 особа в 372 домогосподарствах у складі 295 родин. Густота населення становила 76 осіб/км².  Було 389 помешкань (31/км²).
Расовий склад населення:
| - 97,1 % — білих - 0,3 % — корінних американців - 0,1 % — азіатів |

До двох чи більше рас належало 2,2 %. Частка іспаномовних становила 1,9 % від усіх жителів.
За віковим діапазоном населення розподілялося таким чином: 20,8 % — особи молодші 18 років, 69,4 % — особи у віці 18—64 років, 9,8 % — особи у віці 65 років та старші. Медіана віку мешканця становила 48,6 року. На 100 осіб жіночої статі у переписній місцевості припадало 109,0 чоловіків;  на 100 жінок у віці від 18 років та старших — 104,6 чоловіків також старших 18 років.
Середній дохід на одне домашнє господарство  становив 102 024 долари США (медіана — 101 667), а середній дохід на одну сім'ю — 98 608 доларів (медіана — 89 318). Медіана доходів становила 87 109 доларів для чоловіків та 53 125 доларів для жінок. За межею бідності перебувало 3,3 % осіб, у тому числі 0,0 % дітей у віці до 18 років та 0,0 % осіб у віці 65 років та старших.
Цивільне працевлаштоване населення становило 436 осіб. Основні галузі зайнятості: освіта, охорона здоров'я та соціальна допомога — 35,6 %, будівництво — 12,8 %, сільське господарство, лісництво, риболовля — 8,7 %, оптова торгівля — 8,0 %.